# Thomas Day

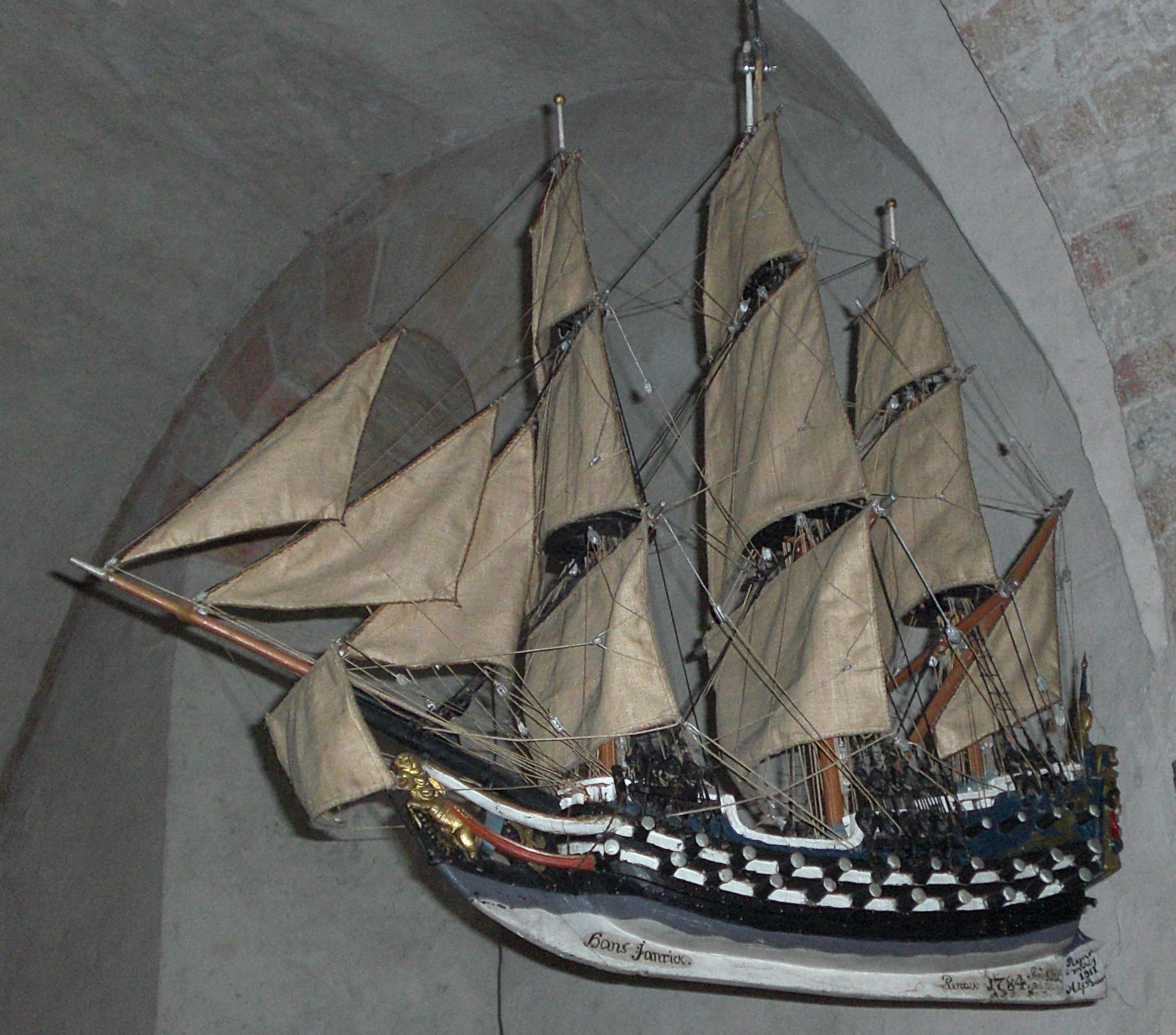
Votivskepp av Regalskeppet Nyckeln, daterat 1682, i Gärdslösa kyrka på Öland. Skeppet är tillverkat av en sjöman som varit med ombord.

Thomas Day, född i England, död efter 1668, var en engelsk-svensk skeppsbyggnadsmästare.
Den 17 april 1659 beslöt kung Karl X Gustav att anlägga Bodekulls skeppsgård på Boön, vid inloppet till Bodekulls (senare Karlshamn) hamn och en dryg kilometer från samhället. Som skeppsbyggmästaren utsågs Thomas Day, som kommit till Sverige i januari 1659 från England. Under hans ledning byggdes på varvet bland annat tre stora örlogsfartyg: Regalskeppet Saturnus 1662, Regalskeppet Nyckeln 1665 och Regalskeppet Venus 1669, det senare slutfört efter det att han lämnade varvet i april 1668.